# Antoni Łukasiewicz
Pour les articles homonymes, voir Łukasiewicz.
Antoni Łukasiewicz, né le 26 juin 1983  à Varsovie, est un footballeur polonais. Il est défenseur au ŁKS Łódź.

## Carrière
- 2001-2006 :  Polonia Varsovie
- 2006-2007 :  Elche CF
- 2007-2008 :  União Leiria
- 2008-2011 :  Śląsk Wrocław
- 2011-2012 :  ŁKS Łódź
- 2012-2014 :  Górnik Zabrze
- depuis 2014 :  Arka Gdynia

## Palmarès
- Vainqueur de la Coupe de la Ligue polonaise : 2009
- Vainqueur de la Coupe de Pologne : 2017

## En sélection
Il compte deux sélections avec la Pologne depuis 2008.